# 萨瓦金
萨瓦金（阿拉伯语：‎）是苏丹东北部港口城市，位于苏丹港南部红海海岸。始建于12世纪，13世纪初，位于萨瓦金北部的港口 ʿAydhāb 毁灭后一度成为非洲红海沿岸最重要的港口，并成为渡海前往麦加朝圣的重要口岸。 
16世纪，萨瓦金被土耳其人占领后逐渐衰落。1821年被埃及占领。20世纪20年代，由于在北部58公里处兴建新的苏丹港，加上珊瑚礁的阻碍，进一步影响了萨瓦金的港口地位，现仍为苏丹第二大港口。